# Доналд Е. Вилијамс (астронаут)
Доналд Едвард Вилијамс (енгл. Donald Edward Williams; Лафејет, 13. фебруар 1942 — САД, 23. фебруар 2016) био је амерички пилот, машински инжењер и астронаут. Изабран је за астронаута 1978. године.

## Биографија
Пре него што је изабран за астронаута, летео је као борбени пилот на А-4 Скајхоку током Вијетнамског рата у Америчкој ратној морнарици, којој се придружио по завршетку факултета 1964. године. Четири борбене туре је одрадио, и забележио 330 борбених летова. Након рата, летео је као пробни пилот Морнарице, након завршене школе за пробне пилоте у Пакс Риверу, Мериленд. У својству пробног пилота изабран је за астронаута од стране НАСА 1978. године. У НАСА је обављао низ одговорних дужности.
У свемир је летео два пута, као пилот СТС-51-Д и као командант мисије СТС-34. Провео је непуних 12 дана у свемиру.
Током каријере је забележио преко 6.000 часова лета, од чега преко 5.700 на млазњацима и 745 слетања на носач авиона.
По завршетку средње школе 1960. године, студирао је машинство на Пердју Универзитету, на којем је 1964. и дипломирао.
Из Морнарице се пензионисао у чину капетана, а такође је напустио и НАСА-у, 1. марта 1990. године. Отиснуо се у приватни сектор и радио је за компанију Science Applications International Corporation. У пензију је отишао у априлу 2006. године.
Преминуо је 23. фебруара 2016. године, у 74. години. Иза себе је оставио супругу и двоје деце. Носилац је бројних цивилних и војних одликовања.

## Галерија
- Доналд Вилијамс (доле, први здесна) са групом од 35 нових астронаута, 1978. године
- Доналд Вилијамс као астронаут НАСА, 1979—1989. године
- Доналд Вилијамс (доле, други слева) са колегама са Спејс-шатл мисије СТС-51-Д, 1985. године
- Доналд Вилијамс (први здесна) и посада мисије СТС-34, 1989. године
- Доналд Вилијамс (горе, лево) са колегама са Спејс-шатл мисије СТС-34, 1989. године